# 普拉夫納達代因特山
46°42′31″N 10°13′25.6″E / 46.70861°N 10.223778°E

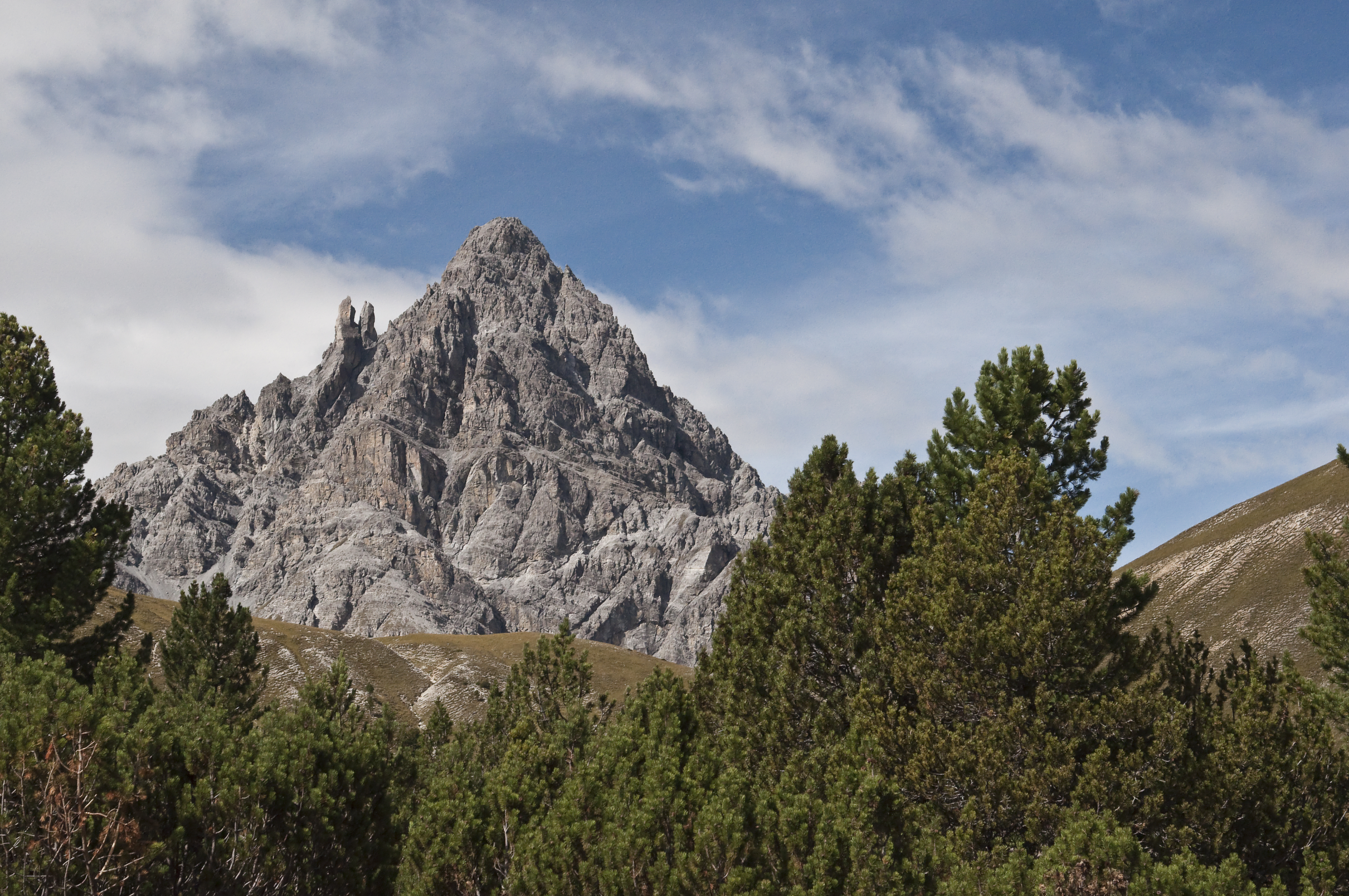

普拉夫納達代因特山（Piz Plavna），是瑞士的山峰，位於該國東南部，由格勞賓登州負責管轄，屬於塞斯文納山脈的一部分，海拔高度3,167米，每年平均降雨量1,367毫米。